# Гумус

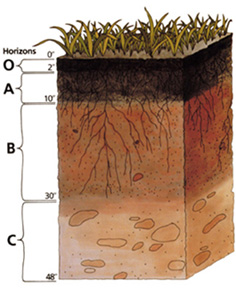
Шари ґрунту — найтемніша частина — гумусовий горизонт А (за сучасною індексацією, прийнятою в Україні, — Н), горизонт О (або горизонт Д) (з самого верху) — дернина; під гумусовим горизонтом — перехідний В (або НР), материнська порода — горизонт С (або Р)

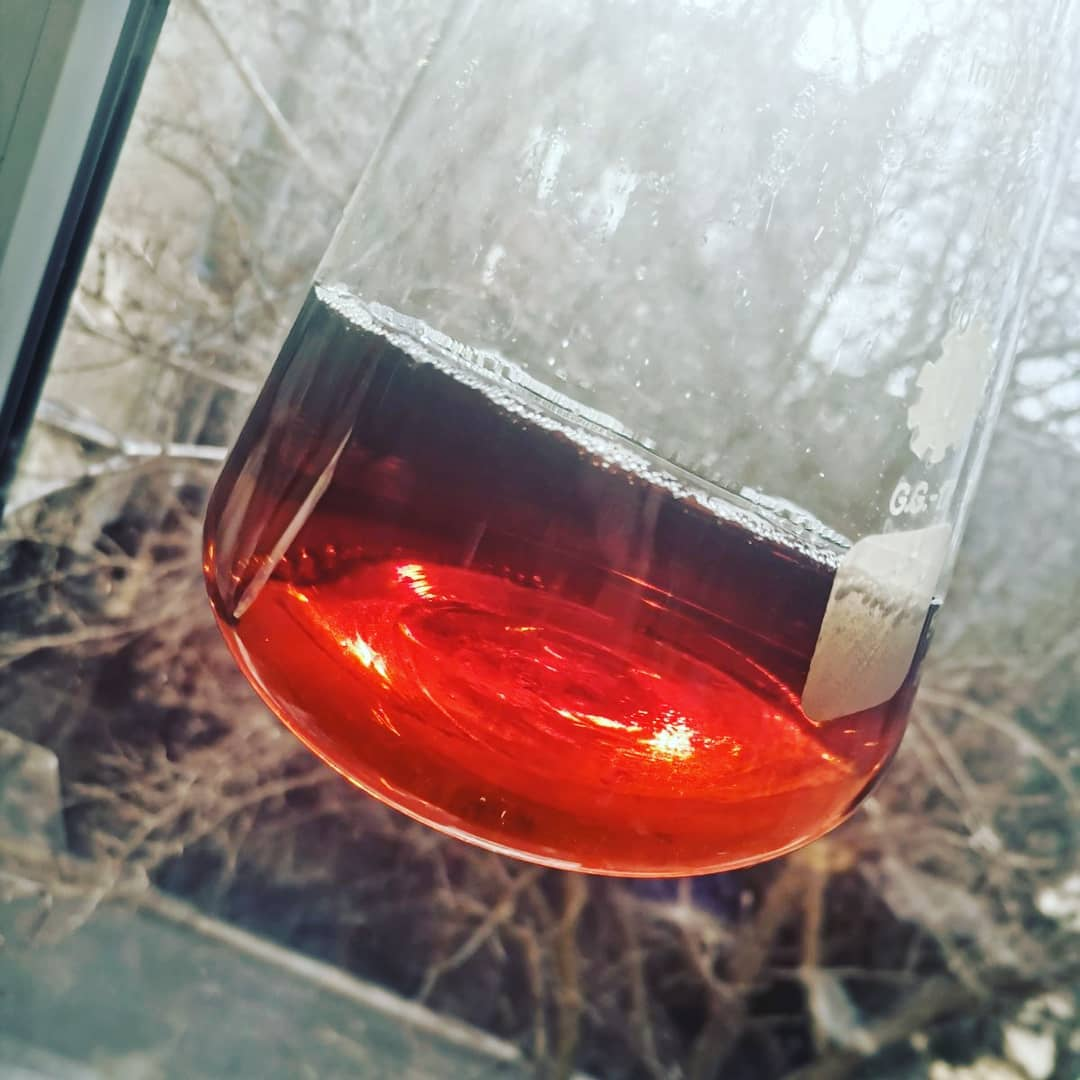
Витяжка гумусових речовин - органічні колоїди ґрунту переведені у стан золю шляхом витіснення багатовалентних катіонів розчином хлористого калію. Дослідження органічної речовини чорноземних ґрунтів проведені на кафедрі ґрунтознавства ДБТУ.

Гу́мус, перегній (лат. humus — «земля», «ґрунт») — органічна частина ґрунту, яка утворюється в результаті розкладу рослинних і тваринних решток і продуктів життєдіяльності організмів — гуміфікації.
Всі органічні речовини ґрунту можна систематизувати на дві основні групи. Перша група речовин входить до складу органічних залишків; вони є, продуктами їх розпаду або продуктами життєдіяльності грунтової біоти (білки і амінокислоти, прості та складні вуглеводи, органічні кислоти різної природи, жири, воски, смоли, лігнін, ензими, вітаміни та ін). В сумі органічні сполуки індивідуальної природи складають у мінеральних ґрунтах приблизно 10-15% від загального запасу органічних речовин. Однак головна частка органічної частини ґрунту представлена власне гумусовими речовинами. Ця група речовин становить у мінеральних грунтах до 85-90% від загального запасу органіки.
З ґрунту, а також зі складу гумінових кислот і кислих розчинів, було виділено та ідентифіковано кілька десятків різноманітних органічних сполук. Комплекс органічних сполук коричневого, бурого і жовтого кольору, що виділяються з ґрунту розчинами кислот, лугів, нейтральних солей чи органічними розчинниками,  називається гумусові речовини . В основу поділу гумусових речовин на групи приймають колір і ставлення до розчинників. Однак ці принципи розподілу не можуть бути прийняті беззастережно.
Гумусові речовини поділяють на такі групи:
гумінові і ульмінові кислоти; кренові і апокренові кислоти (фульвокислоти); гіматомеланова кислота; гумін і ульмін.
Лише невелика частка гумусових речовин присутня в ґрунті у вільному стані більшість зв’язані із рухомими півтора оксидами та кальцієм руйнування цих зв'язків призводить до переходу гумусових речовин у розчин (пептизації) все це є активною формою гумуса, що відповідає за структуроутворення. Значно більша частина органічних колоїдів  у міцних хімічних зв’язках з мінеральною частиною ґрунту і є пасивною формою гумусу. Остання в результаті заміщення у ґрунті обмінного кальцію не пептизується і не переходить у розчинний стан (відповідає за водотривкість ґрунтових агрегатів).

Попри більш як двохсотлітню історію дослідження гумусу, на сьогодні ще немає єдиного трактування цього терміна. Термін «гумус», окрім як для характеристики органічної частини ґрунту, інколи використовують і для інших скупчень органічних речовин, що утворилися в результаті часткової трансформації відмерлих рослинних рештків: торфу, компостів, підстилок. Однак на думку Л. А. Александрової, термін «гумус» треба вважати виключно ґрунтовим і називати ним ту частину органічних речовин ґрунту, яка втратила анатомічну будову вихідних рослинних решток, зазнала процесів гуміфікації, сформувала гумусові горизонти, рівномірно забарвлюючи мінеральну масу в темний колір (тобто власне гумусові речовини). 
Кількість гумусу в ґрунті визначають у %, а запаси у т/га.
Родючість ґрунту залежить від кількості гумусу в ґрунті. Чим більше гумусу, тим більше забезпечені рослини поживними речовинами, тим краще вони ростуть. Ґрунт, в якому менше ніж 1 % гумусу, вважається неродючим або потенційно родючим
Коефіцієнт профільного нагромадження гумусу, або КПНГ — співвідношення між умістом гумусу в профілі ґрунту та кількістю фізичної глини в ньому, і коефіцієнт відносної акумуляції гумусу (КВАГ), тобто співвідношення між умістом гумусу й фізичної глини в шарі 0-30 см, віднесеної до 10 % останньої.